# Eduard von Pückler

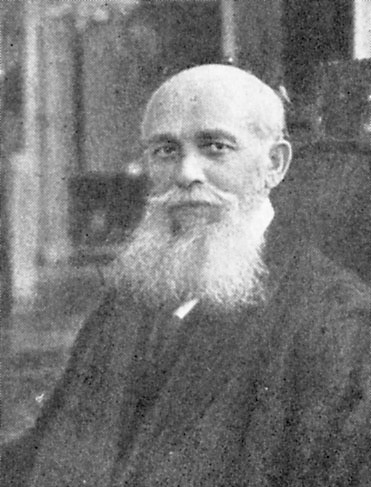
Graf Eduard von Pückler

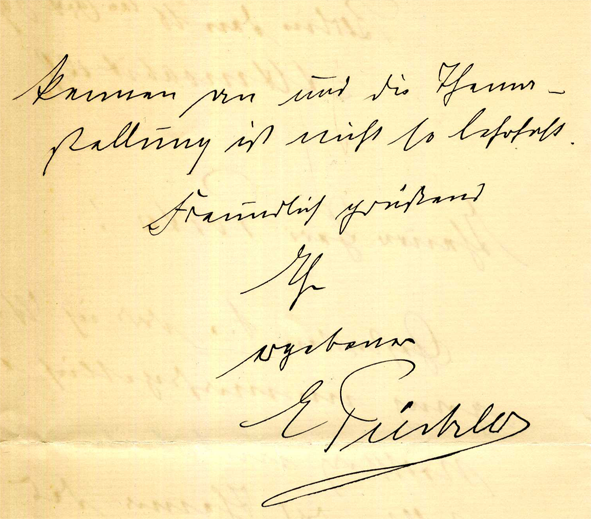
Handschrift des Grafen Eduard von Pückler mit seiner Unterschrift. (Brief vom 6. Oktober 1909, gerichtet an den Präses des Verbandes für Gemeinschaftspflege und Evangelisation, Walter Michaelis)

Eduard Graf von Pückler (* 13. September 1853 in Rogau Landkreis Breslau, Provinz Schlesien; † 31. März 1924 in Schedlau, Kreis Falkenberg, Provinz Oberschlesien) war ein deutscher Standesherr und einer der Begründer der „modernen Gemeinschaftsbewegung“.

## Leben
Eduard Graf von Pückler war der zweite Sohn von insgesamt sieben Kindern des Grafen Erdmann von Pückler (1810–1897) und seiner Ehefrau Gräfin Bertha Pückler (1825–1910). Unterrichtet wurde er durch einen Hauslehrer auf dem väterlichen Rittergut. Nach dem Besuch der Ritterakademie Liegnitz in Liegnitz mit Abiturexamen 1873 leistete er seinen Militärdienst bei den Husaren in Bonn, gleichzeitig studierte er dort Jura. 1874 wurde er Mitglied des Corps Borussia Bonn. Bedingt durch einen Unfall, der durch einen Lastwagen verursacht wurde, musste er sein Studium unterbrechen und führte es im Jahr 1875 in Leipzig fort. Das juristische Referendariat absolvierte Pückler in Wiesbaden, Bad Muskau, Görlitz und Berlin. Nach einem persönlichen Bekehrungserlebnis im Jahr 1878 engagierte er sich als Christ, so half er Pastor Wernicke und unterrichtete in der Sonntagsschule seiner Kirchengemeinde in Görlitz.
1880 übersiedelte er nach Breslau und 1881 nach Berlin, denn eigentlich wollte er eine richterliche Laufbahn einschlagen und Assessor werden. Mit seinem Freund Eberhard von Rothkirch leitete er die Sonntagsschule an der Oranienstrasse, die 1864 gegründet worden war. 1883 war er einer der Mitbegründer des ersten CVJM in Berlin. 1885 reiste Pückler nach England und in die USA.  
1886 verließ Pückler den Staatsdienst. Von 1886 bis 1924 war er Vorsitzender der Christlichen Gemeinschaft St. Michael. Er gilt, zusammen mit Jasper von Oertzen und Andreas Graf von Bernstorff, als einer der Initiatoren der ersten Gnadauer Konferenz, die an Pfingsten 1888 stattfand. Von 1897 bis zum 8. Juni 1906 war er Vorsitzender (Präses) des Verbandes für Gemeinschaftspflege und Evangelisation, zu dessen Gründern er gehörte. Von 1895 bis 1912 war er der Vorsitzende der Deutschen Christlichen Studentenvereinigung (CSV), die er 1895 mitbegründet hatte.